# So-won
So-won (소원?, 所願?, So-wŏnMR), noto anche con i titoli internazionali  Hope e Wish, è un film del 2013 diretto da Lee Joon-ik e basato su una storia vera.

## Trama
So-won, una bambina di otto anni, viene stuprata da un cinquantasettenne ubriaco in un bagno pubblico; la ragazzina riesce a chiamare soccorso, e i suoi genitori, Dong-hoon e Mi-hee, iniziano così una battaglia legale per ottenere giustizia. La condanna dell'uomo sarà inferiore alle aspettative, poiché di soli dodici anni, ma la ragazzina, insieme alla sua famiglia e al fratellino appena nato, riuscirà comunque a trovare una nuova speranza di vita.